# Mściwuje
Mściwuje [mɕt͡ɕiˈvujɛ] est un village dans la Voïvodie de Podlachie, au nord-est de la Pologne. Il est situé à 13 kilomètres au sud de Kolno et 84 kilomètres à l'ouest de Białystok.

## Histoire
Lors de la Seconde Guerre mondiale, 4 000 juifs des villages de Kolno, Maly Plock, Stawisk et Lomza seront assassinés à Msciwuje.